# Kazimierz Zawadzki (1906–1982)
Kazimierz Zawadzki (ur. 1906 w Warszawie, zm. 3 października 1982 tamże) – polski sędzia i działacz państwowy, poseł na Sejm PRL II kadencji (1957–1961), wiceminister sprawiedliwości (1959–1971). 

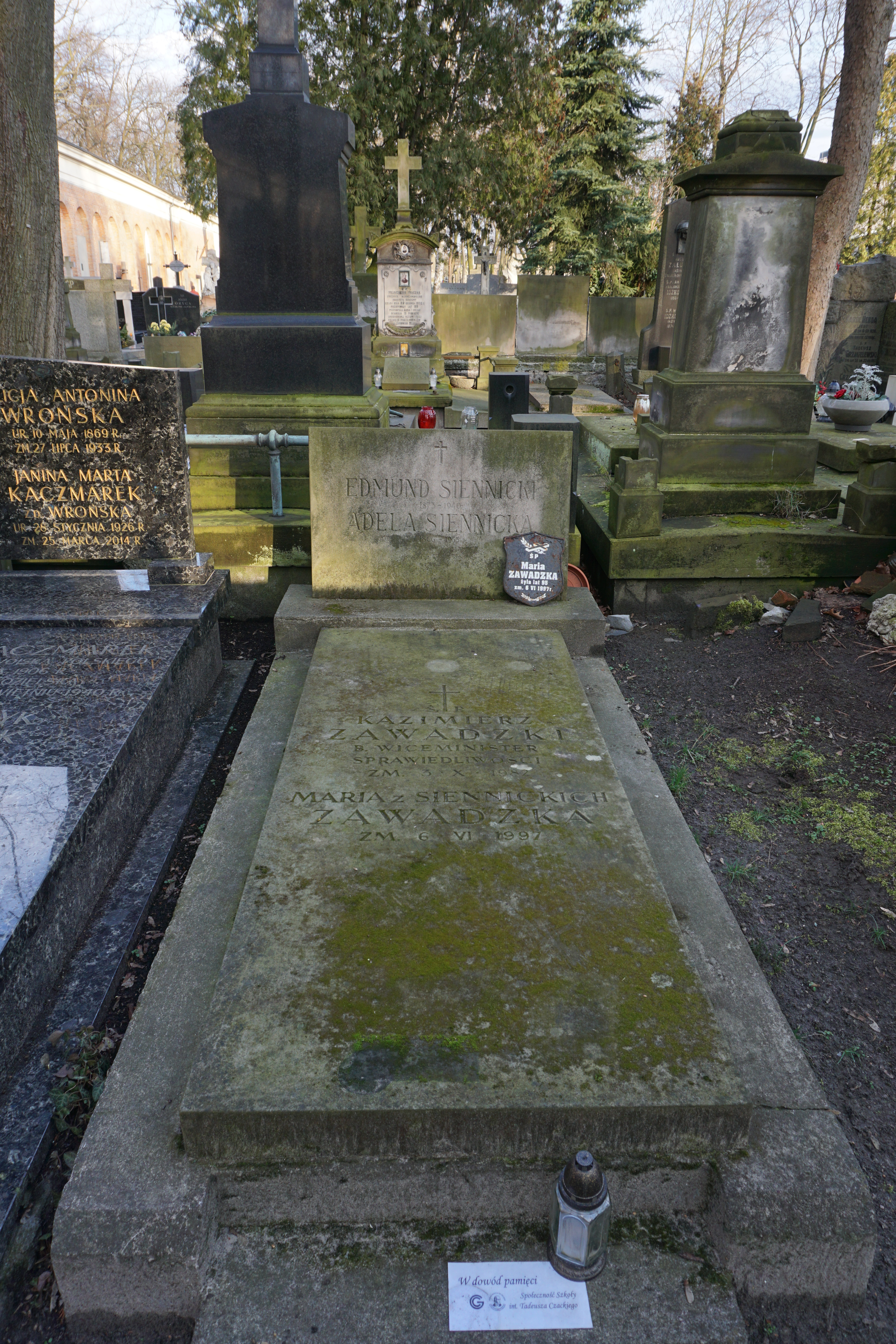
Grób Kazimierza Zawadzkiego na cmentarzu Powązkowskim

## Życiorys
Ukończył Gimnazjum im. Tadeusza Czackiego w Warszawie, a następnie Wydział Prawa Uniwersytetu Warszawskiego. Odbył aplikację w Sądzie Okręgowym w stolicy i zdał egzamin sędziowski, po czym pracował jako asesor w sądach grodzkich na Podlasiu (w Białymstoku, Bielsku i Białowieży – w  ostatniej miejscowości był również sędzią sądu grodzkiego). Podczas pobytu w Białowieży współorganizował Dom Ludowy Robotników Leśnych. W 1937 przeniesiony do Białegostoku, do wybuchu II wojny światowej pracował w charakterze kierownika Sądu Grodzkiego. Walczył w wojnie obronnej Polski na Podlasiu, dostając się do niewoli w Oflagu I A w Prusach Wschodnich. W 1944 wziął udział w powstaniu warszawskim.
W 1945 osiedlił się na Mazowszu, pracował w Hipotece w Grodzisku oraz Kontroli Biur Komorników w Warszawie. Był sędzią oraz prezesem Sądu Okręgowego w Sosnowcu, przewodniczącym wydziału w Sądzie Apelacyjnym w Rzeszowie i Wojewódzkim w Zielonej Górze. Od 1958 ponownie sędziował w Sądzie Wojewódzkim w Warszawie.
W 1956 wysunięty na posła z ramienia Stronnictwa Demokratycznego w okręgu Sosnowiec, zasiadał w Komisji Mandatowo-Regulaminowej (jako wiceprzewodniczący) oraz Wymiaru Sprawiedliwości. Był sekretarzem Klubu Poselskiego SD. przez szereg lat sprawował funkcję przewodniczącego Wojewódzkiego Komitetu SD w Katowicach oraz wiceprzewodniczącego analogicznych komitetów w Rzeszowie i Warszawie. Był wiceprzewodniczącym Stołecznego Komitetu SD oraz przewodniczącym Dzielnicowego Komitetu SD Warszawa - Śródmieście. Zasiadał w Centralnym Komitecie SD (1962–1966), Prezydium Centralnego Komitetu (1958–1962) oraz w Centralnej Komisji Rewizyjnej jako jej wiceprzewodniczący.
W lipcu 1959 mianowany podsekretarzem stanu w Ministerstwie Sprawiedliwości, pracę kontynuował również po odejściu z Sejmu (do lutego 1971).
Odznaczony m.in. Orderem Sztandaru Pracy I i II klasy, Krzyżami Komandorskim (1969) i Kawalerskim Orderu Odrodzenia Polski, Złotym i Srebrnym Krzyżem Zasługi, Medalem Komisji Edukacji Narodowej, a także złotą odznaką honorową „Za Zasługi dla Warszawy”. Zasłużony członek SD.
Zmarł w 1982. Został pochowany na cmentarzu Powązkowskim (kwatera 168-2-7).
Jego żoną była Maria (zm. 1997).